# 旧市街広場 (プラハ)

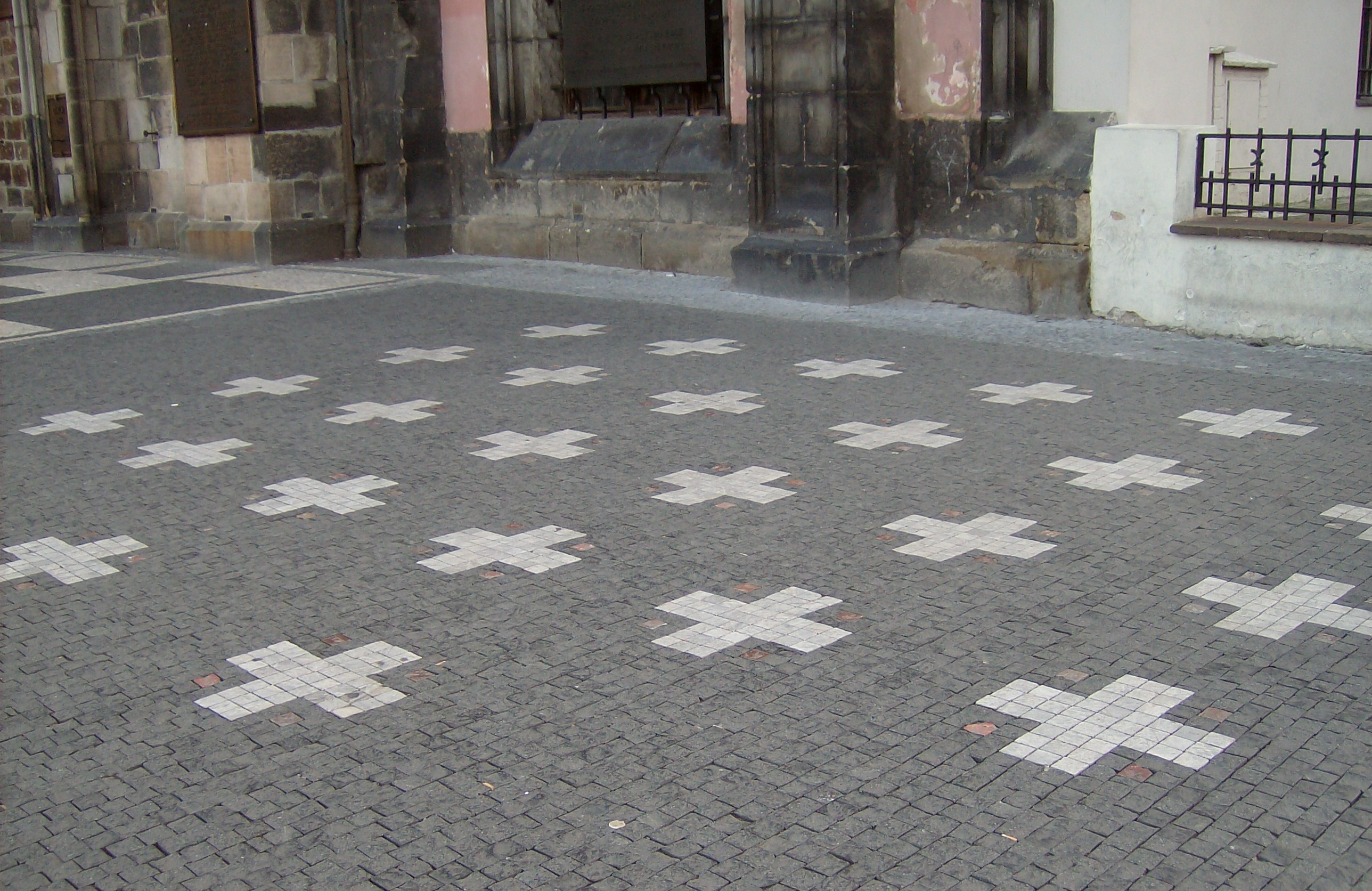
白山の戦いの後、処刑された反乱軍の指導者27名を追悼するため広場の上に刻みこまれた27本の十字架

旧市街広場 (きゅうしがいひろば、チェコ語:  Staroměstské náměstí) は、チェコ共和国のプラハ旧市街にある歴史的に由緒ある広場のことである。
プラハ旧市街広場はヴァーツラフ広場とカレル橋の間にあり、多くの場合、夏には観光客でたいへんなにぎわいをみせる。ゴシック様式のティーン教会とバロック様式の聖ミクラーシュ教会を含む様々な建築様式を見ることができる。広場はプラハの狭い道でうんざりした旅行者のひとときの憩いの場でもある。旧市庁舎の塔から旧市街に軒を連ねたショップの全景を見渡せ、また、観光客は多くの教会に囲まれた中で広場にある天文時計を容易に見つけることができる。

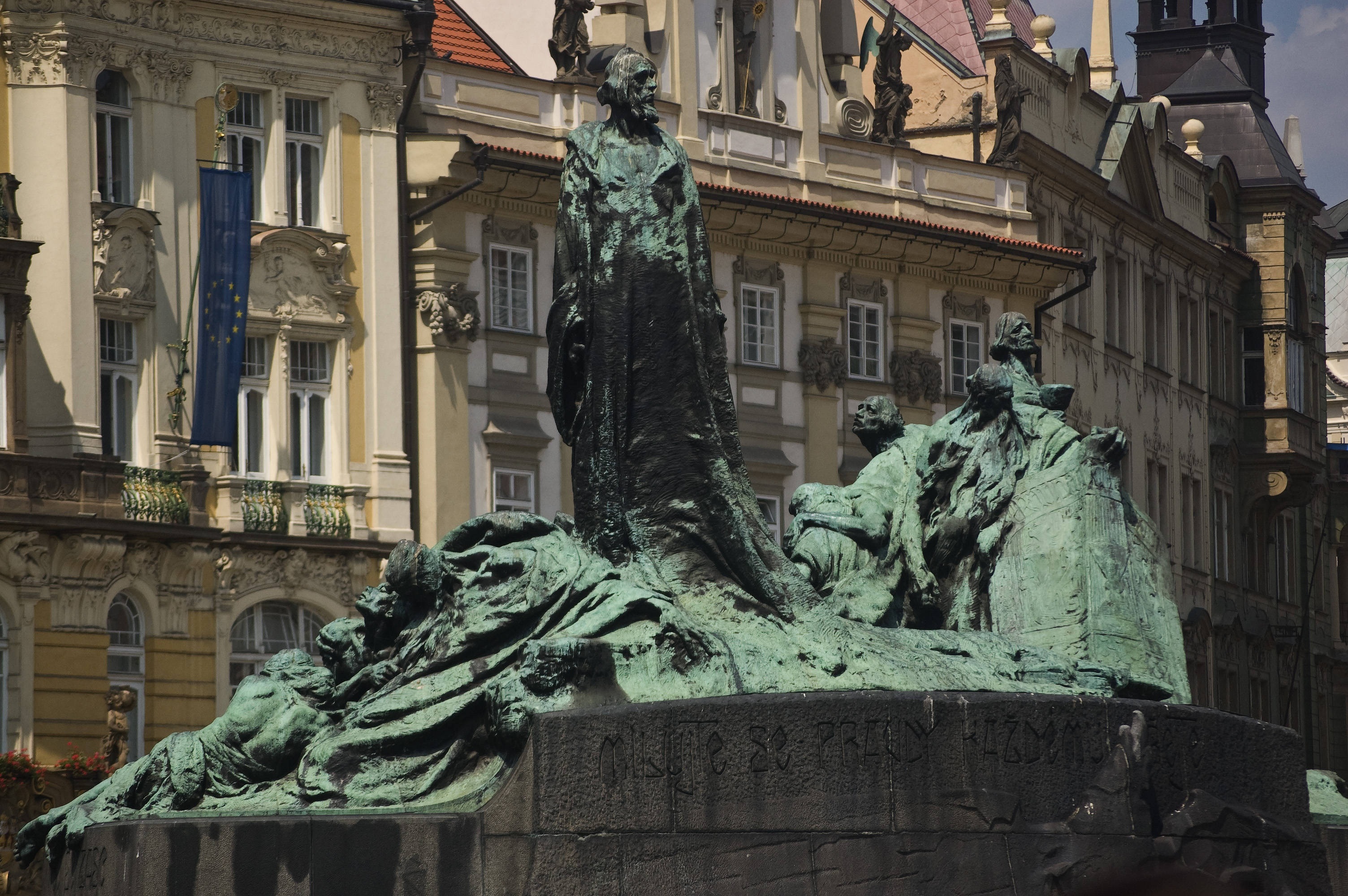
ヤン・フス像

広場の中心には、自らにおける信念のためドイツのコンスタンツで火あぶりの刑に処せられた宗教改革者ヤン・フスの銅像がある。ヤン・フス像の名で知られている銅像は、彼の死後から500周年目にあたる1915年7月6日に建立された。
- 旧市街市庁舎 (Staroměstská radnice)
- 旧市街天文時計 (Staroměstský orloj)
- ティーン中庭 (Týnský dvůr)
- ヤン・フスの銅記念碑 (Pomník Mistra Jana Husa)
- 聖ニコラオス教会 (Kostel sv. Mikuláše)
- ティーン税関前の聖母マリア教会 (Kostel Matky Boží před Týnem)
- プラハの子午線 (Pražský poledník)
- 聖母マリア柱 (Mariánský sloup)
- 黄金角の家 (Dům U Zlatého rohu)
- 一分の家 (Dům U Minuty)
- 雄鶏の家 (Dům U Kohouta)
- ミケシュの家 (Mikšův dům)
- ヲルフィンの家 (Wolfinův dům)
- シーエルの家 (Schierův dům)
- 以前のプラハの市街保険会社 (Bývalá Pražská městská pojišťovna)
- パヴラーン修道会の以前の修道院 (Bývalý klášter Pavlánů)
- 黄金象の家 (Dům U Zlatého slona)
- 黃金十字 (Zlatý Kříž)
- ゴルズ・キンスキ家系の宮殿 (Palác Goltz-Kinských)
- 石の鐘の家 (Dům U kamenného zvonu)
- ティーン学校 (Týnská škola)
- 白い一角獣の家 (Dům U Bílého jednorožce)
- シュトルクの家 (Štorchův dům)
- 石の小羊の家 (Dům U Kamenného beránka)
- 石の机の家 (Dům U Kamenného stolu)
- ラザールの家 (Dům U Lazara)
- 黄金一の角獣の家 (Dům U Zlatého jednorožce)
- 黄金の駱駝の家 (Dům U Zlatého velblouda)
- 黄金の王冠の家 (Dům U Zlaté koruny)
- 鸛の家 (Dům U Čápů)
- 赤い狐の家 (Dům U Červené lišky)
- 青い鵞鳥の家 (Dům U Modré husy)
- 黒い天使の家 (Dům U Černého anděla)
- 去勢牛の家 (Dům U Vola)